# Cosmologia ciclica conforme
La cosmologia ciclica conforme (in inglese Conformal Cyclic Cosmology, abbreviato CCC) è un modello cosmologico di universo ciclico, proposto dal 2001 in poi dal matematico e fisico teorico Roger Penrose e dal collega Vahe Gurzadyan, che postula che la fine dell'universo sia l'inizio di uno nuovo, dato che la bassa entropia successiva alla morte termica dell'Universo (il momento in cui invece l'entropia è massima) sarebbe la stessa che c'era prima del Big Bang, a causa dell'evaporazione dei buchi neri.
In quanto priva delle grandezze fisiche di spazio e di tempo, tale condizione, simile alle condizioni della lunghezza di Planck, genererebbe un nuovo Big Bang per fluttuazione e grazie alla spinta dell'accelerazione, nel quadro di un universo ciclico, infinito nel tempo ma non nello spazio. Questo modello è una variante e un superamento dell'universo ciclico classico, ma anche della teoria dello stato stazionario e dell'universo statico, ed è basato principalmente su una nuova interpretazione della relatività generale, conciliata con la meccanica quantistica e tramite l'uso dello spaziotempo di Minkowski e della geometria conforme al posto dell'universo di de Sitter e della geometria euclidea.
(Roger Penrose)
Il modello accetta l'espansione dell'universo fino al dissolvimento completo della materia e all'assorbimento della luce da parte dei buchi neri, postulando che a quel punto ciò che rimarrebbe sarebbe del tutto simile alla condizione dell'iniziale singolarità gravitazionale. Nella CCC l'universo attraversa cicli infiniti (chiamati "eoni"), con ogni futuro infinito intervallo di spaziotempo che si presenta come ripetizione di ogni precedente iterazione, ed è identificato con la singolarità gravitazionale del Big Bang. La CCC si pone come un'alternativa alle più diffuse teorie cosmologiche. Penrose afferma che una prova del suo modello sarebbe contenuta nella radiazione di fondo e nelle onde scoperte in essa, che sarebbero i residui materiali degli universi precedenti (i cosmologi solitamente attribuiscono a fluttuazioni quantistiche espanse dall'inflazione, quindi alle onde gravitazionali, tali cerchi concentrici), in particolare collisioni ed esplosioni di buchi neri supermassicci.
La CCC si propone - in contrasto con la teoria dell'inflazione - di risolvere i numerosi problemi lasciati aperti dalle ipotesi precedenti, ed è basato secondo i sostenitori su teorie fisiche e matematiche accettate, come la rielaborazione delle fondamentali equazioni di Einstein. Molti fisici considerano comunque questa teoria come parte della cosmologia non standard, dato che nega il Big Bang classico e le sue implicazioni nel modello Lambda-CDM.

## Presentazione

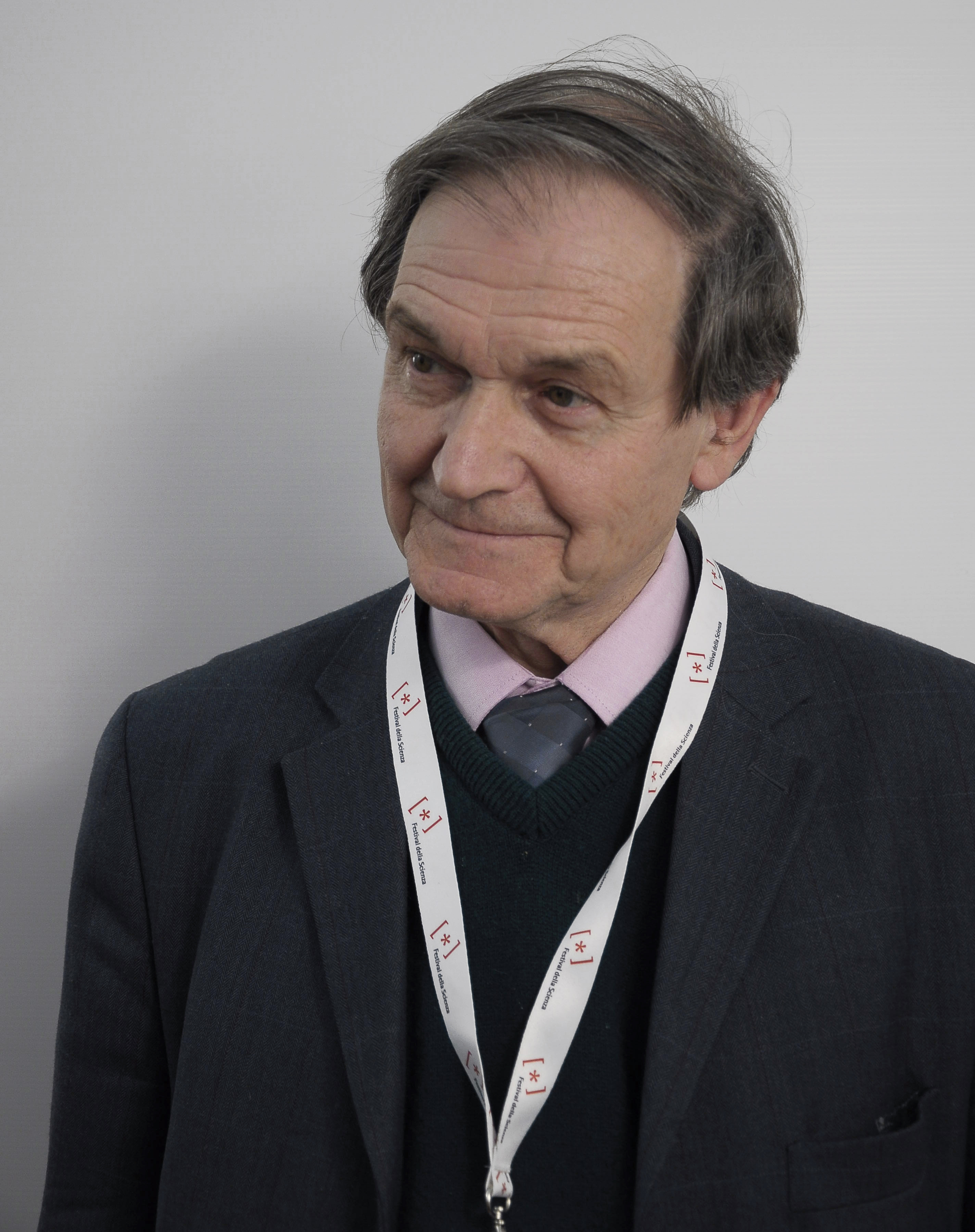
Sir Roger Penrose, l'ideatore di questa teoria, al Festival della Scienza nel 2011

Osservando la mappa della radiazione cosmica, Penrose e Gurzadyan notarono la presenza di una serie di cerchi concentrici all'interno della CMB, all'interno dei quali la variazione di temperatura è molto inferiore a quanto si aspettavano, un fatto che mostra come l'anisotropia non sia del tutto casuale. I due scienziati ritennero che questi cerchi derivino da collisioni fra buchi neri supermassicci. L'aspetto più singolare di questi cerchi è che, secondo i calcoli dei ricercatori, alcuni dei cerchi più grandi dovrebbero essersi formati prima del Big Bang. La scoperta non implicava che non ci sia stato un Big Bang, piuttosto fornì un indizio della possibilità di vivere in universo ciclico. Penrose aveva già in precedenza studiato possibili modelli cosmologici ciclici in relazione a un altro problema della teoria inflazionaria dell'universo, ossia che essa non è in grado di spiegare perché ci fosse una così bassa entropia all'inizio dell'universo. Lo stato di bassa entropia era essenziale per la formazione della materia complessa. L'idea di base di Penrose è che quando un universo si è espanso quanto più possibile, i buchi neri evaporando perderanno tutta l'informazione che contengono, rimuovendo così l'entropia. A questo punto potrebbe iniziare un nuovo eone con uno stato di bassa entropia.
Secondo Penrose, un tempo sostenitore della teoria che prevedeva il "nulla prima del Big Bang" - che sostituì quella sostenuta dal suo maestro, Dennis Sciama, la teoria dello stato stazionario di Fred Hoyle e altri -, afferma nel libro Dal Big Bang all'eternità che l'infinitamente grande, ad ogni fine dell'universo, forse equivarrà all'infinitamente piccolo, e l'universo apparentemente freddo e morto potrebbe così dare origine ad un nuovo Big Bang (la bassa entropia sarebbe la stessa della nascita del primo universo), anche se diverso da quello della teoria del Big Bounce. L'attuale universo sarebbe uno degli infiniti "eoni" (ognuno della durata approssimativa di 10100  anni, ovvero 1 seguito da 100 zeri, un numero chiamato Googol) che costituiscono l'eterno universo (il termine "eone", ripreso da Penrose, è la traduzione del termine religioso orientale kalpa, che indica in queste tradizioni un periodo variabile fino a 1,28 trilioni di anni). Non vennero esclusi a priori né l'inflazione (criticata da Penrose) né il multiverso, anche se i calcoli teorici non confermarono questi argomenti.
Questa teoria tenta di conciliare le leggi relativistiche con la meccanica quantistica (in alternativa alla teoria delle stringhe con la Teoria M, all'inflazione e alla gravità quantistica a loop), senza però scardinare i fondamenti minimi del modello standard delle interazioni fondamentali e della cosmologia.
Le onde gravitazionali distorcono la trama dello spaziotempo e, secondo Penrose e il suo collega Vahe Gurzadyan, lasciano traccia del loro passaggio in forma di questi anelli concentrici. Inoltre si afferma che non ci può essere un inizio (singolarità), se prima non c'è qualcosa.

### L'assenza del Big Bang
(Roger Penrose)

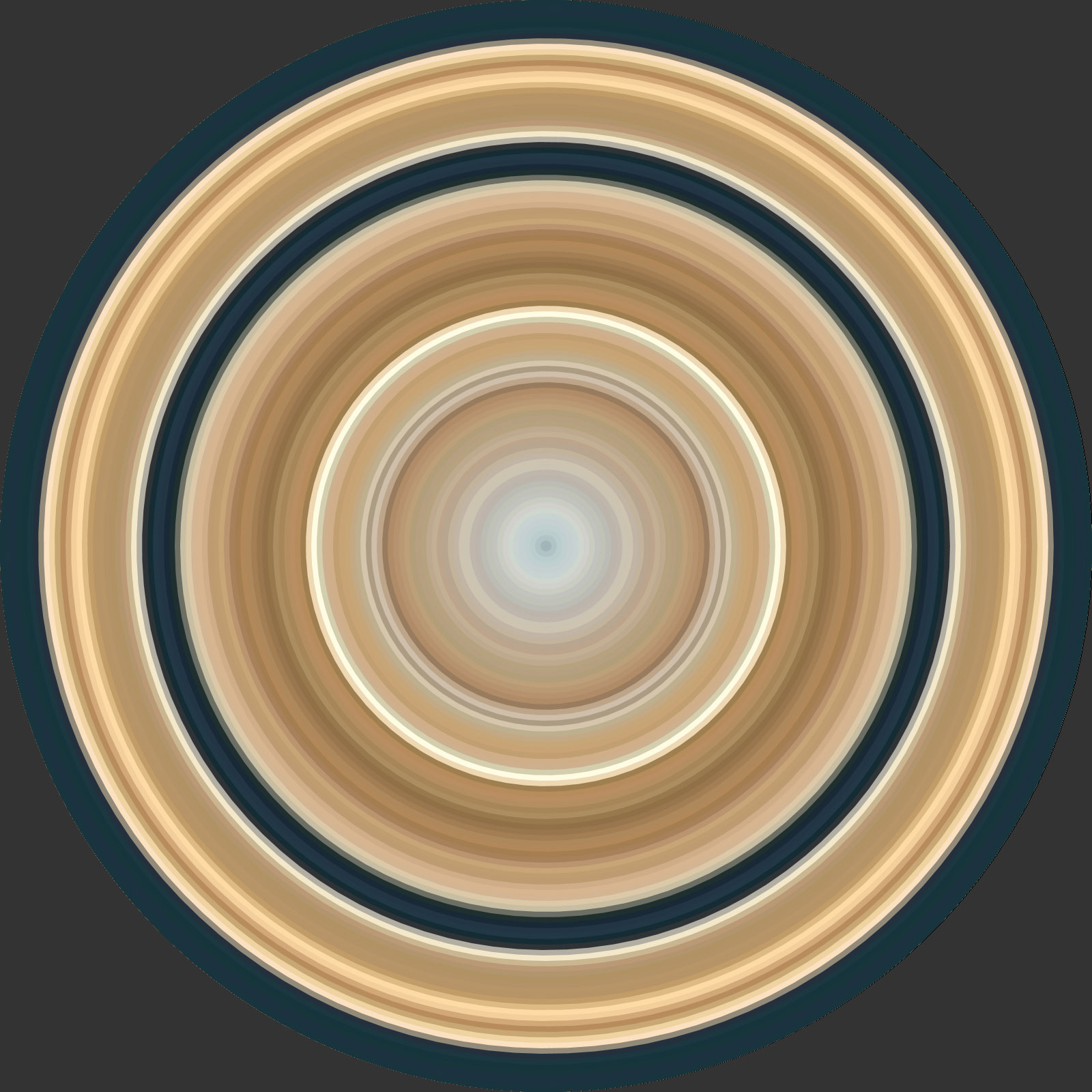
Immagine di cerchi concentrici, in questo caso rappresentanti gli "eoni" (o le onde concentriche), simile a quella riportata sulla copertina italiana del libro di Roger Penrose Dal Big Bang all'eternità (Cycles of Time), dove la teoria della cosmologia ciclica conforme venne espressa per la prima volta in forma completa

La radiazione di fondo è anisotropa, ovvero la sua temperatura subisce fluttuazioni di circa una su 100.000, e queste fluttuazioni (principale sostegno della teoria del Big Bang) dovrebbero essere casuali, e risalenti al periodo dell'inflazione.
Penrose e Gurzadyan hanno scoperto però la presenza di una serie di cerchi concentrici all'interno della radiazione, all'interno dei quali la variazione di temperatura è molto inferiore all'atteso, un fatto che mostra come l'anisotropia non sia del tutto casuale. I due scienziati ritengono che questi cerchi derivino da collisioni fra buchi neri supermassicci che avrebbero rilasciato enormi "lampi di energia". Secondo Penrose e Gurzadyan lo scontro dei due buchi neri, che ha determinato i cerchi, sarebbe avvenuto proprio al termine dell'eone precedente a quello del nostro universo.
Penrose sostiene che, se rimangono solo i fotoni e la materia rimane inerte allo stato di subparticelle, si fermerà il tempo, poiché i fotoni non hanno massa sufficiente. Se si ferma il tempo e lo spazio, lo spaziotempo cessa di esistere, le sue leggi anche e l'universo enorme e dilatato, diverrà equivalente a un universo microscopico, e, per effetto delle leggi di conservazione della materia e della massa, produrrà un nuovo universo. Questo accadrà non in seguito ad una contrazione gravitazionale come nel Big Bounce e nel Big Crunch, ma grazie alla dissoluzione dell'universo precedente causata dall'espansione in un Big Freeze e dall'azione dei buchi neri, che assorbiranno tutta la materia ed evaporeranno nella radiazione di Hawking (portando con sé anche l'entropia o "disordine" cosmico, che dovrebbe essere al massimo), producendo così un cosmo simile a quello pre-Big Bang, a livello strettamente fisico.

### Spiegazione dell'accelerazione dell'universo
Penrose si spinge ad affermare che l'universo in accelerazione è la spinta di un futuro Big Bang o comunque una rinascita dell'universo; ha calcolato che una certa quantità di radiazione gravitazionale deve essere preservata attraverso il confine tra eoni. Penrose suggerisce che questa radiazione gravitazionale supplementare può essere sufficiente a spiegare l'accelerazione cosmica osservata, senza fare ricorso al campo di materia derivato dall'ipotetica enorme quantità di energia oscura, e senza prevedere l'inflazione per spiegare l'omogeneità dell'universo..
Penrose sostiene che la sua teoria sia l'unica che possa far coincidere tutti i dati raccolti e le formulazioni teoriche come la radiazione di Hawking, a differenza delle altre, che giudica teorie incomplete e con forzature fisiche e matematiche, nonché incongruenze legate alla geometria dello spaziotempo (da cui il termine "conforme") - un esempio di questa "geometria perfetta" (Penrose cita, come padre della "geometria conforme", Eugenio Beltrami) è la cosiddetta tassellatura di Penrose - e all'entropia dell'Universo.

## Teoria fisica nei dettagli

### Costruzione matematica di base
La costruzione base ideata da Penrose è collegata ad un insieme di sequenza numerabile di un certo numero di sequenze di spaziotempo, aperte e basate sulla metrica di Friedmann - Lemaître - Robertson - Walker (FLRW). Ognuna rappresenta un Big Bang seguito da un'infinita futura espansione.
Il fisico ha notato che i "confini conformi", previsti dai calcoli del suo diagramma di Penrose (estensione dei calcoli teorici di Minkowski e della mappa conforme), nel passato, hanno una copia di spaziotempo di FLWR, la quale può essere "fissa" e diventare il futuro "confine conforme" di un altro spaziotempo, dopo un adeguato ridimensionamento conforme. In particolare, ogni singolo {\displaystyle g_{ab}} FLRW viene moltiplicato per il quadrato di un fattore conforme {\displaystyle \Omega } che si avvicina all'infinito verso lo zero; questo provoca un sostanziale "schiacciamento verso il basso" del futuro confine conforme, verso un'ipersuperficie conforme normale (che è anch'essa spaziotempo, se c'è una costante cosmologica positiva, come noi oggi crediamo, che sia essa l'energia oscura, l'energia del vuoto, la quintessenza o altro). Il risultato di questi complessi calcoli è una nuova soluzione delle equazioni di Einstein, che Penrose ha utilizzato per rappresentare l'intero universo, il quale risulta composto da una sequenza di settori spaziotemporali che Penrose chiama "eoni".

### Implicazioni fisiche
La caratteristica e conseguenza importante di questa costruzione, per la fisica delle particelle e la meccanica quantistica, è che, dato che i bosoni obbediscono alle leggi della teoria di campo conforme, si comporteranno nello stesso modo negli eoni come nelle controparti FLRW originali (questo corrisponde, classicamente, al fatto che la struttura di un cono di luce è conservata da un riscalamento conforme). Per tali particelle, il confine tra eoni non è un limite al tutto, ma solo una superficie simile allo spazio, che può essere attraversata come qualsiasi altra cosa. I fermioni, invece, restano confinati in un dato eone.
Riassumendo, le soluzioni efficaci a quesiti insoluti, che si presenterebbero se la CCC fosse verificata, sarebbero molteplici :
- l'eliminazione della singolarità gravitazionale del Big Bang (dove la gravità diventa infinita e la relatività non funziona più) come inizio di tutto
- una soluzione conveniente per il paradosso dell'informazione del buco nero, che fa sì che i dati informativi vadano persi, secondo la teoria della radiazione di Hawking; secondo Penrose, i fermioni devono essere irreversibilmente convertiti in radiazioni durante l'evaporazione del buco nero, per conservare la cosiddetta morbidezza dei confini conformi, durante il passaggio da un eone all'altro.
- coerenza con la legge della conservazione della massa
- spiegazione dei cerchi concentrici nella CMB (residui di collisioni di enormi buchi neri supermassicci)
- spiegazione (radiazione superstite) e funzione (preparare il nuovo Big Bang) dell'accelerazione dell'universo
- possibilità di non ricorrere all'inflazione per spiegare l'omogeneità dell'universo
- non ricorrere alla teoria delle stringhe o alla Loop Quantum Gravity, difficilmente verificabili

Le proprietà della curvatura nella cosmologia di Penrose sono auspicabili. Il confine tra eoni soddisfa l'ipotesi di curvatura di Weyle, delineneando così un quadro di bassa entropia nel passato, come richiesto dalla meccanica statistica e dall'osservazione. Questi eoni non sarebbero perfettamente identici, in modo da evitare ogni paradosso temporale.

## Accoglienza

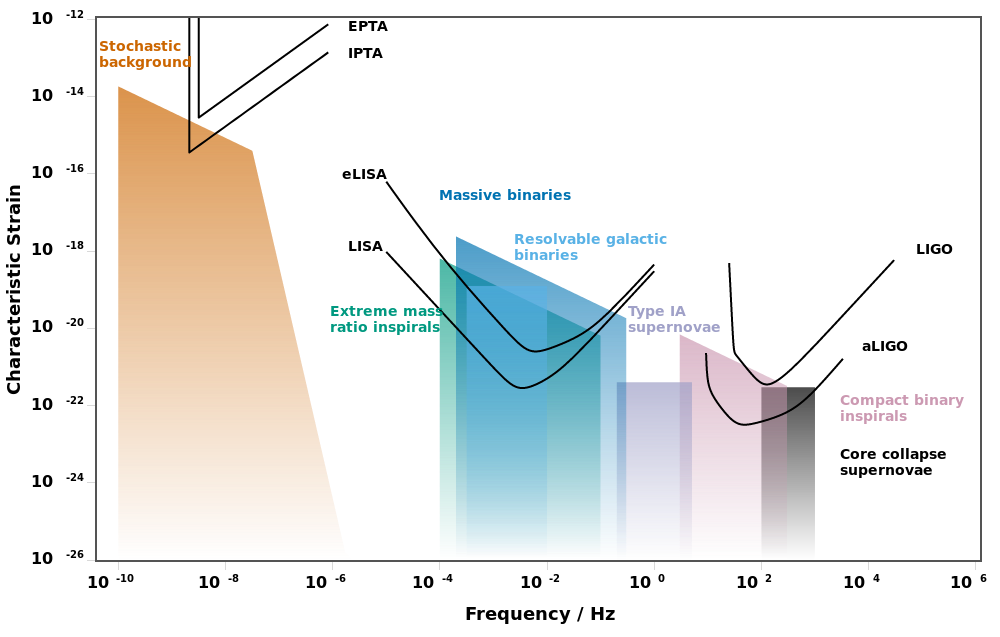
Rilevazioni di onde gravitazionali

La teoria è ritenuta interessante ma non ancora in grado di competere con l'inflazione. Molti astrofisici però non condividono le affermazioni della CCC, sostenendo che si debba provare come abbiano fatto le presunte onde gravitazionali del precedente universo, che sarebbe esistito quasi 14 miliardi di anni fa (dove si fermano le conoscenze attuali), a sopravvivere al Big Bang. Affermano che la CCC è solo una teoria fisica che non regge all'osservazione e manca di falsificabilità (questa mancanza di falsificabilità è rilevata però anche nello stesso modello inflazionario): ossia non può essere né provata né smentita mediante esperimento.
Inoltre le stesse onde gravitazionali che Penrose cita come prova, se rilevate sarebbero considerate prova dell'inflazione, quindi la CCC non le avrebbe predette. Tuttavia le onde di cui parla Penrose sono di forma particolare, concentrica, e sono presenti in effetti forme di questo tipo nell'immagine della radiazione di fondo. Un'altra previsione è la perdita di massa di tutte le particelle, compresi gli elettroni, non dimostrata.
Il problema fondamentale dei modelli ciclici riguarda la seconda legge della termodinamica, che, in sostanza, afferma che l'entropia aumenta sempre, implicando cicli sempre più lunghi ogni volta che l'universo rinasce. Andando quindi indietro nel tempo, i cicli diventano sempre più brevi, il che implica che ci deve essere stato un inizio, cosa che i modelli ciclici cercano di evitare, mentre il modello di Steinhart-Turok utilizza la materia oscura e le brane che collidono tra loro per evitare il problema. Un altro approccio è il modello di Baum-Frampton che produce però numerosi universi; tutti i sostenitori di queste teorie giudicano la CCC come una spiegazione insufficiente.
Per la CCC invece, l'universo è sempre uno, in questo modo si evita di postulare qualche cosa prima di esso e della sua evoluzione continua. La teoria rimane per ora minoritaria e sostenuta, nella sua versione integrale, solo da Penrose e Gurzadyan, anche se presenta qualche leggera analogia con le teorie di Lee Smolin sugli universi in evoluzione (selezione naturale cosmologica).

### Risposte dei proponenti ai critici
Penrose afferma che l'entropia si blocca e si abbassa drasticamente in presenza solo di fotoni, così come si ferma il tempo stesso, in quanto non c'è più massa ma solo energia. Il secondo principio della termodinamica afferma che l'entropia di un sistema isolato lontano dall'equilibrio termico tende a salire nel tempo, finché l'equilibrio non è raggiunto, ma l'universo di Penrose alla fine dell'eone non è un sistema chiuso, isolato e privo di energia libera, grazie alle implicazioni della fisica quantistica, che possono manifestarsi su grande scala in assenza di dimensioni e di massa; per questo può invertire il disordine usando questa infinita energia del vuoto, dopo che i buchi neri hanno assorbito i resti freddi della materia.
Quindi non deve essere esistito per forza un inizio, che comunque sarebbe un problema risolvibile con il modello dello stato di Hartle-Hawking (ossia un inizio senza "confini iniziali"). Di fronte ai propri risultati teorici e alle osservazioni successive del marzo 2014 (che invece, secondo molti, confermerebbero l'inflazione) Roger Penrose ha affermato poco dopo che le teorie maggioritarie tra i fisici non sono secondo lui verificate: in particolare la teoria inflazionistica (compresa la più accreditata di questo tipo di teorie, l'inflazione caotica) - da lui sempre criticata - è definita una «fantasia», mentre la teoria delle stringhe, in particolare il mondo-brana e il Big Splat più che l'ipotesi di multiverso e di stringa in sé, è liquidata come un fenomeno di «moda» e una «fede», su cui i fisici insisterebbero erroneamente come scorciatoie che vanno contro la relatività generale, come già fecero con la supersimmetria o le molte interpretazioni iniziali della relatività, finché Einstein sistemò la teoria con i suoi calcoli, dove tutti gli altri fallirono. Inoltre, secondo alcune interpretazioni dei dati del Planck Surveyor dell'aprile 2014, i risultati di BICEP2 potrebbero contenere errori.
Altri dicono che non è ben risolto il problema dell'orizzonte: non si potrebbe vedere un lampo di luce del presunto Big Bang, se la velocità della luce non fosse in ogni caso superiore a quella delle galassie in allontanamento, mentre l'inflazione sostiene che l'espansione fu più veloce della luce, ma allo stesso tempo noi vedremmo le tracce di quella luce primordiale; nella CCC non ci sarebbero queste contraddizioni. La cosmologia ciclica conforme non sarebbe invalidata, quindi, mentre i dati di BICEP2 annullerebbero le teorie quali l'universo oscillante (il cosiddetto "modello ciclico" classico) e il suo derivato, il Big Bounce.
Gurzadyan e Penrose hanno pubblicato ulteriori sviluppi della teoria nel 2013.
Già nel 2011, Penrose ha affermato pubblicamente che questa teoria avrebbe prove "schiaccianti" a favore, perlomeno dal suo punto di vista.
Nel 2015 Gurzadyan e Penrose hanno pubblicato una nuova soluzione possibile del paradosso di Fermi sulle civiltà extraterrestri, basato sulla visione cosmologica della CCC.
Penrose ha anche ipotizzato delle particelle molto pesanti di materia oscura, chiamate ereboni.

## Ispirazioni culturali
Questa teoria è inoltre una variante, anche se diversa in molti punti, dell'universo oscillante proposto anche da Albert Einstein, e sminuisce l'importanza del Big Bang, che tuttavia non viene eliminato. Penrose ha tratto ispirazione per la teoria, confermandola poi dalle sue osservazioni e calcoli, anche da concezioni filosofiche (egli è anche un filosofo, autore di controverse teorie, la più nota è la "coscienza quantica") come quella di Nietzsche (eterno ritorno) o artistiche (Maurits Cornelis Escher, amico di famiglia dello scienziato inglese). Anche Gurzadyan ha un retroterra culturale artistico, essendo figlio di un pittore e astrofisico, Grigor Gurzadyan.

## Test empirici

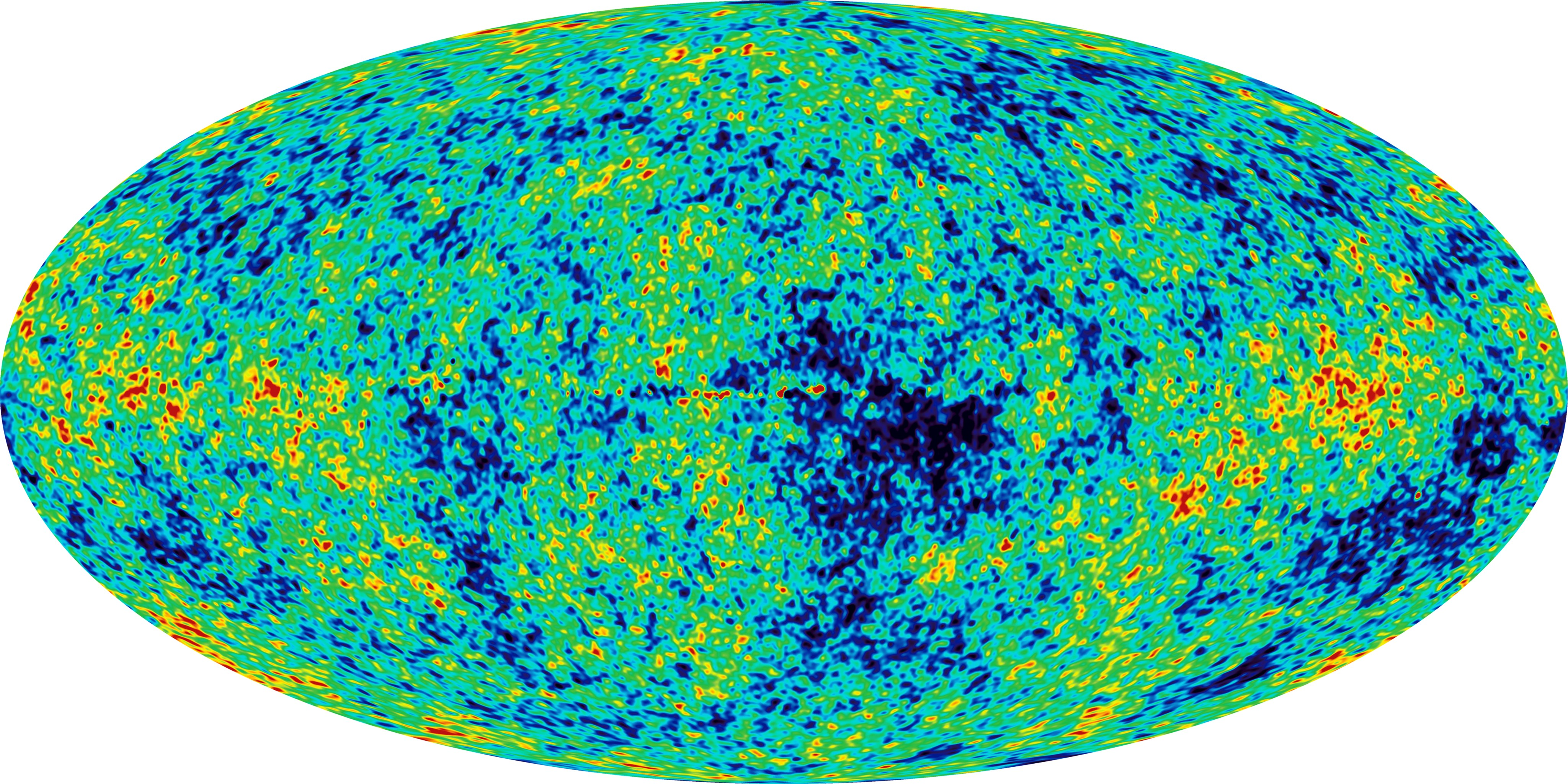
Mappa delle anisotropie calcolate dopo un anno di osservazione (dati WMAP)

Nel 2010, Penrose e Vahe Gurzadyan hanno pubblicato una prestampa di un documento sostenendo che le osservazioni della radiazione cosmica di fondo, fatte dal Wilkinson Microwave Anisotropy Probe (WMAP) e l'esperimento BOOMERanG hanno mostrato anomalie concentriche che erano coerenti con l'ipotesi CCC, con una bassa probabilità di ipotesi nulla sul fatto che l'osservazione in questione sia avvenuta per caso e non sia ripetibile. Tuttavia, la significatività statistica della rilevazione, rivendicato da allora, è stata messa in discussione. Tre gruppi hanno indipendentemente tentato di riprodurre questi risultati, ma hanno trovato che la rilevazione delle anomalie concentriche non era statisticamente significativa, nel senso che tali cerchi apparirebbero in una corretta simulazione gaussiana della anisotropia nei dati CMB.
Il motivo del disaccordo consiste nella questione di come costruire le simulazioni che vengono utilizzati per determinare la significatività: i tre tentativi indipendenti di ripetere l'analisi tutte le simulazioni utilizzate basati sullo standard del modello Lambda-CDM, mentre Penrose e Gurzadyan hanno usato un approccio, ritenuto da molti (come rilevano gli stessi autori), non-standard e non documentato.
Queste onde gravitazionali sarebbero quindi, per Penrose, visibili nelle mappe della radiazione fossile del satellite WMAP e sarebbero state confermate dal satellite Planck e dall'esperimento BICEP2, che secondo alcuni fisici avrebbe fornito una prima prova dell'esistenza di universo precedente; però esso avrebbe fornito anche la prova che probabilmente la teoria dell'inflazione eterna di Alan Guth e Andrej Linde, sostanzialmente respinta da Penrose, sarebbe invece attendibile, anche se non manca chi cerca di conciliare i dati o correggerli, come già detto, alla luce dell'ultima osservazione del Planck. Secondo gli ultimi studi, infatti, non ha trovato riscontro l'annuncio dei ricercatori di BICEP2 secondo cui la radiazione cosmica di fondo porterebbe impresse le tracce del processo d'inflazione nelle onde gravitazionali. Mentre l'inflazione prevede le onde gravitazionali visibili, nella CCC non è necessario anche se nella prima formulazione della teoria tali onde furono spiegate come i residui degli universi precedenti.

### Articoli scientifici
- Roger Penrose, Before the Big Bang: An Outrageous New Perspective and its Implications for Particle Physics, in Proceedings of the EPAC 2006, Edinburgh, Scotland, 2006, pp. 2759–2762.
- V. G. Gurzadyan, R. Penrose, On CCC-predicted concentric low-variance circles in the CMB sky, Eur.Phys.J. Plus 128 (2013) 22;
- V. G. Gurzadyan, R. Penrose, More on the low variance circles in CMB sky, arXiv:1012.1486v1 [astro-ph.CO]
- V. G. Gurzadyan, R. Penrose, Concentric circles in WMAP data may provide evidence of violent pre-Big-Bang activity, 16 novembre 2010, p. 1011.3706.
- V. G. Gurzadyan, R. Penrose, CCC and the Fermi paradox, Eur.Phys.J. Plus 131 (2016) 11; arxiv, 2 dicembre 2015